# Straža, Vršac
Straža (izvirno srbsko Стража; romunsko Strajă, madžarsko Strázsa oz. Temesőr, nemško Lagerdorf) je naselje v Srbiji, ki upravno spada pod Občino Vršac; slednja pa je del Južnobanatskega upravnega okraja.

## Demografija
V naselju živi 572 polnoletnih prebivalcev, pri čemer je njihova povprečna starost 43,4 let (41,1 pri moških in 45,6 pri ženskah). Naselje ima 215 gospodinjstev, pri čemer je povprečno število članov na gospodinjstvo 3,22.
To naselje je v glavnem romunsko (glede na popis iz leta 2002).
|  |

| Demografija | Demografija     | Demografija     |
| Leto        | Št. prebivalcev | Št. prebivalcev |
| ----------- | --------------- | --------------- |
|             |                 |                 |
|             |                 |                 |
|             |                 |                 |
|             |                 |                 |
| 1948        | 1261            |                 |
| 1953        | 1295            |                 |
| 1961        | 1393            |                 |
| 1971        | 1254            |                 |
| 1981        | 1207            |                 |
| 1991        | 1107            | 838             |
| 2002        | 888             | 693             |
|             |                 |                 |

| Etnična sestava po popisu iz leta 2002 | Etnična sestava po popisu iz leta 2002 | Etnična sestava po popisu iz leta 2002 | Etnična sestava po popisu iz leta 2002 | Etnična sestava po popisu iz leta 2002 |
| -------------------------------------- | -------------------------------------- | -------------------------------------- | -------------------------------------- | -------------------------------------- |
| Romuni                                 | Romuni                                 |                                        | 557                                    | 80,37%                                 |
| Srbi                                   | Srbi                                   |                                        | 52                                     | 7,50%                                  |
| Romi                                   | Romi                                   |                                        | 35                                     | 5,05%                                  |
| Madžari                                | Madžari                                |                                        | 16                                     | 2,30%                                  |
| Vlahi                                  | Vlahi                                  |                                        | 6                                      | 0,86%                                  |
| Hrvati                                 | Hrvati                                 |                                        | 2                                      | 0,28%                                  |
| Albanci                                | Albanci                                |                                        | 2                                      | 0,28%                                  |
| Jugoslovani                            | Jugoslovani                            |                                        | 2                                      | 0,28%                                  |
| Makedonci                              | Makedonci                              |                                        | 1                                      | 0,14%                                  |
| Neznano                                | Neznano                                |                                        | 12                                     | 1,73%                                  |